# تشارلز باور
تشارلز باور (بالفرنسية: Charles Baur) هو سياسي فرنسي، ولد في 20 ديسمبر 1929 في باريس في فرنسا، وتوفي في 2 يناير 2015 في المغرب. حزبياً، نشط في French Section of the Workers' International ‏ والاتحاد من أجل الديمقراطية الفرنسية والحزب الديمقراطي الاشتراكي (فرنسا).

## مناصب
- انتخب رئيس بلدية فيلير كوتيري (6 مايو 1953 – 19 مارس 1989).
- انتخب President of the Regional Council ‏ Regional Council of Picardy [الإنجليزية]‏ (16 مارس 1986 – 28 مارس 2004).
- انتخب President of the Regional Council ‏ Regional Council of Picardy [الإنجليزية]‏ (1976 – 1978).
- انتخب عضو في البرلمان الأوروبي عن دائرة فرنسا لترشحه ضمن قائمة الاتحاد من أجل الديمقراطية الفرنسية، وقد انضم خلال فترته النيابية (25 يوليو 1989 – 15 أبريل 1993) للكتلة البرلمانية مجموعة حزب الديمقراطيين الليبراليين والإصلاحيين الأوروبيين [الإنجليزية]‏.
- انتخب عضو في البرلمان الأوروبي عن دائرة فرنسا لترشحه ضمن قائمة الاتحاد من أجل الديمقراطية الفرنسية، وقد انضم خلال فترته النيابية (12 ديسمبر 1986 – 4 يوليو 1989) للكتلة البرلمانية مجموعة حزب الديمقراطيين الليبراليين والإصلاحيين الأوروبيين [الإنجليزية]‏.
- انتخب عضو مجلس جهوي بيكاردي ( – 28 مارس 2004).
- انتخب نائب فرنسي عن دائرة Aisne's 2nd constituency [الإنجليزية]‏ وقد انضم خلال فترته النيابية  [لغات أخرى]‏ (2 أبريل 1993 – 21 أبريل 1997) للكتلة البرلمانية الاتحاد الفرنسي للديمقراطية والمركزية ‏.